# جون نوجرادي
جون نوجرادي (بالإنجليزية: John Nogrady)‏ كان لاعب كرة مضرب أمريكي. وصل إلى نهائي البطولة الأمريكية لمحترفي كرة المضرب مرتين خلال مسيرته.

## النهائيات

### دورات برو سلام

#### الفردي: 2 (الألقاب 0, الوصافة 2)
| الحصيلة | السنة | البطولة                              | المنافس          | النتيجة                 |
| ------- | ----- | ------------------------------------ | ---------------- | ----------------------- |
| الوصافة | 1943  | البطولة الأمريكية لمحترفي كرة المضرب | بروس بارنز (تنس) | 1–6, 9–7, 5–7, 6–4, 3–6 |
| الوصافة | 1944  | البطولة الأمريكية لمحترفي كرة المضرب | ويلبي فان هورن   | 4–6, 2–6, 2–6           |

## روابط خارجية
- جون نوجرادي على موقع رابطة محترفي التنس (الإنجليزية)
- جون نوجرادي على موقع أرشيف التنس.كوم (الإنجليزية)